# 16358 Plesetsk
A 16358 Plesetsk (ideiglenes jelöléssel 1976 YN7) a Naprendszer kisbolygóövében található aszteroida. Nyikolaj Sztyepanovics Csernih fedezte fel 1976. december 20-án.